# NGC 1051
NGC 961 = NGC 1051 = IC 249 ist eine leuchtschwache Balken-Spiralgalaxie vom Hubble-Typ SBm im Sternbild Walfisch südlich der Ekliptik. Sie ist schätzungsweise 57 Millionen Lichtjahre von der Milchstraße entfernt und hat einen Durchmesser von etwa 35.000 Lichtjahren.
Im selben Himmelsareal befinden sich u. a. die Galaxien NGC 1022 und IC 243.
Das Objekt wurde am  27. November 1880 vom französischen Astronomen Édouard Stephan (als NGC 1051 aufgeführt) und 1886 vOM US-amerikanischen Astronomen Ormond Stone entdeckt (als NGC 961 gelistet).